# ウトラ (小惑星)
ウトラ (1447 Utra) は、小惑星帯の小惑星。ユルィヨ・バイサラが発見した。
発見者の出身地であるフィンランドのウトラに因んで名付けられた。